# Groupe discret
Un groupe discret est, en mathématiques, un groupe muni de la topologie discrète, c'est-à-dire de la topologie telle que tout singleton est un ouvert. C'est donc un exemple de groupe topologique, puisque la loi de groupe et l'inversion sont alors continues (en effet, sur un espace discret, toute application est continue), qui de plus est complètement métrisable.